# Пандемия (мини-сериал)
«Пандемия» (англ. Pandemic, 2007) — телевизионный мини-сериал режиссёра Армана Мастроянни.

## Сюжет
После того, как загадочная болезнь, напоминающая по симптомам обычную простуду, убивает молодого человека на борту самолёта, следующего рейсом из Австралии в Лос-Анджелес, Доктор Кайла Мартин, глава центра по контролю за вирусными инфекциями, объявляет карантин для всех пассажиров.
Но смертоносный штамм этого неизвестного вируса уже распространяется, порождая панику. И начинается гонка со временем по всему миру в поисках первого зараженного.

## В ролях
- Эрик Робертс — мэр Далесандро
- Тиффани Тиссен — Кайла Мартин
- Фэй Данауэй — губернатор Шефер
- Брюс Бокслейтнер — Фридлендер
- Боб Гантон — Соркоски

## Награды
- 2008 — Премия Гильдии сценаристов Америки — Брюс Забел, Джеки Забел